# Ла Гата (Ровиго)
Ла Гата је насеље у Италији у округу Ровиго, региону Венето.
Према процени из 2011. у насељу је живело 66 становника. Насеље се налази на надморској висини од 8 м.